# Большие Нырты
Большие Нырты (тат. Олы Нырты) — село в Сабинском районе Республики Татарстан, административный центр Большеныртинского сельского поселения.

## География
Село находится в верховье реки Мёша, в 21 км к востоку от районного центра — посёлка городского типа Богатые Сабы.

## История
Основание села относят к XVII веку.
В сословном плане, в XVIII веке и вплоть до 1860-х годов, жителей села причисляли к государственным крестьянам. Их основные занятия в этот период — земледелие (в начале XX столетия земельный надел сельской общины составлял 781,8 десятины) и разведение скота, был распространён кружевной промысел.
По сведениям из первоисточников, в начале XX столетия в селе действовали мечеть и водяная мельница.
До 1920 года село входило в Абдинскую волость Мамадышского уезда Казанской губернии. С 1920 года в составе Мамадышского кантона ТАССР. С 10 августа 1930 года в Сабинском районе.
В 1930 году в селе был организован колхоз, с 1960 года в составе совхоза «Икшурминский», с 1967 года село — центральная усадьба пчеловодческого совхоза «Сабинский», с 1994 года коллективное предприятие «Сабинский», с 2011 года общество с ограниченной ответственностью «Сельскохозяйственное предприятие «Нырты».

## Население
| 1782 | 1859 | 1897 | 1908 | 1920 | 1926 | 1938 | 1949 | 1970 | 1979 | 1989 | 2002 | 2010 | 2020 |
| ---- | ---- | ---- | ---- | ---- | ---- | ---- | ---- | ---- | ---- | ---- | ---- | ---- | ---- |
| 72   | 217  | 386  | 399  | 415  | 386  | 373  | 251  | 277  | 254  | 240  | 254  | 239  | 212  |

Национальный состав села — татары.

## Экономика
Жители занимаются растениеводством и животноводством.

## Инфраструктура
В селе функционируют дом культуры (с 1953 г.), библиотека (с 1978 г.), фельдшерско-акушерский пункт, детский сад (с 1993 г.).

## Религия
Мечеть (с 1993 г.).